# Miguel Carballo
Miguel Ángel Carballo Nieto, född 8 juli 1992, är en mexikansk roddare.

## Karriär
Vid VM 2024 i St. Catharines tog Carballo guld tillsammans med José Navarro, Marco Velázquez och Rafael Mejía i lättvikts-scullerfyra, vilket var Mexikos första VM-guld i rodd genom tiderna.